# Aprosmictus erythropterus
Aprosmictus erythropterus là một loài chim trong họ Psittacidae.

## Hình ảnh

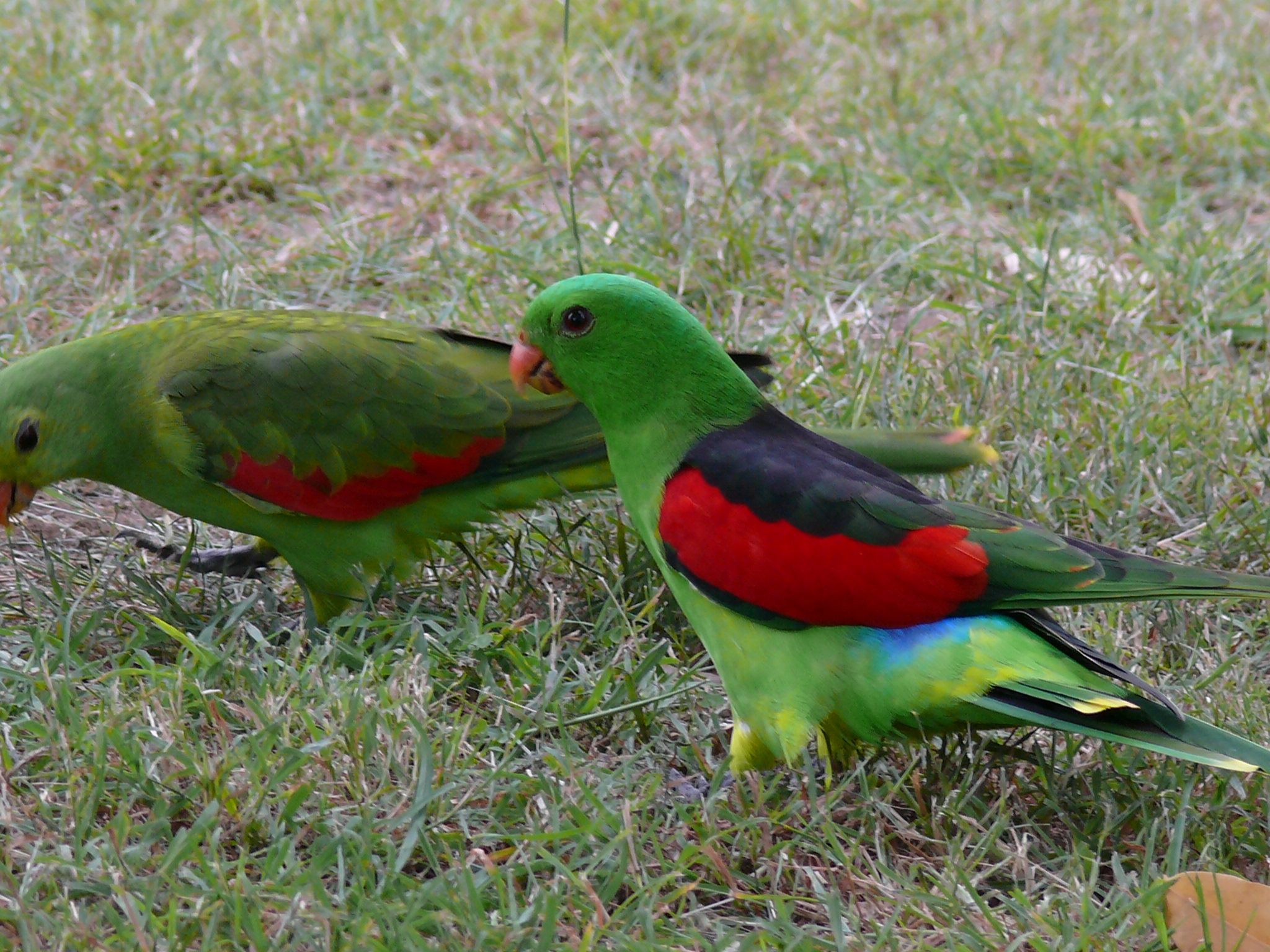
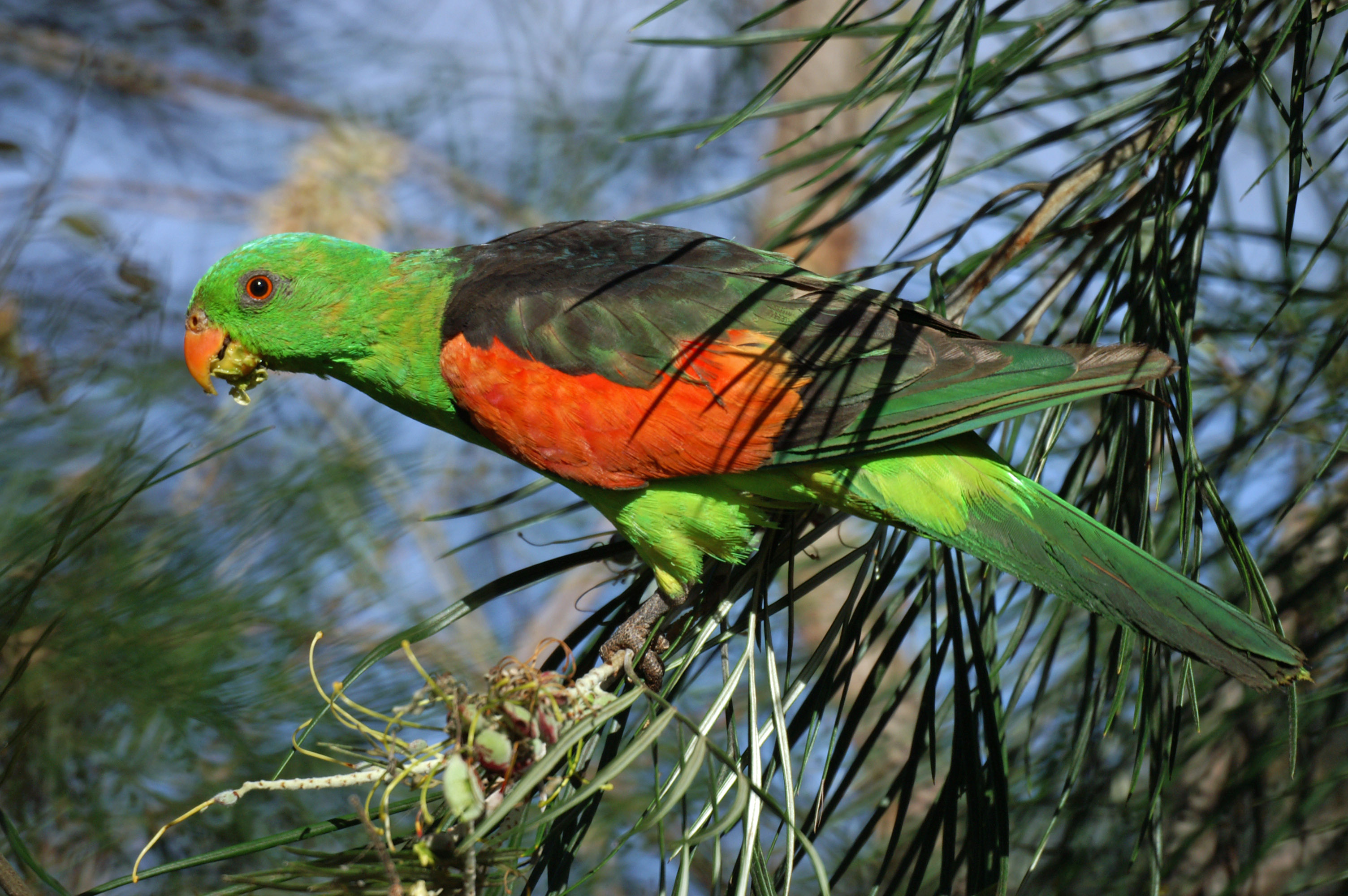
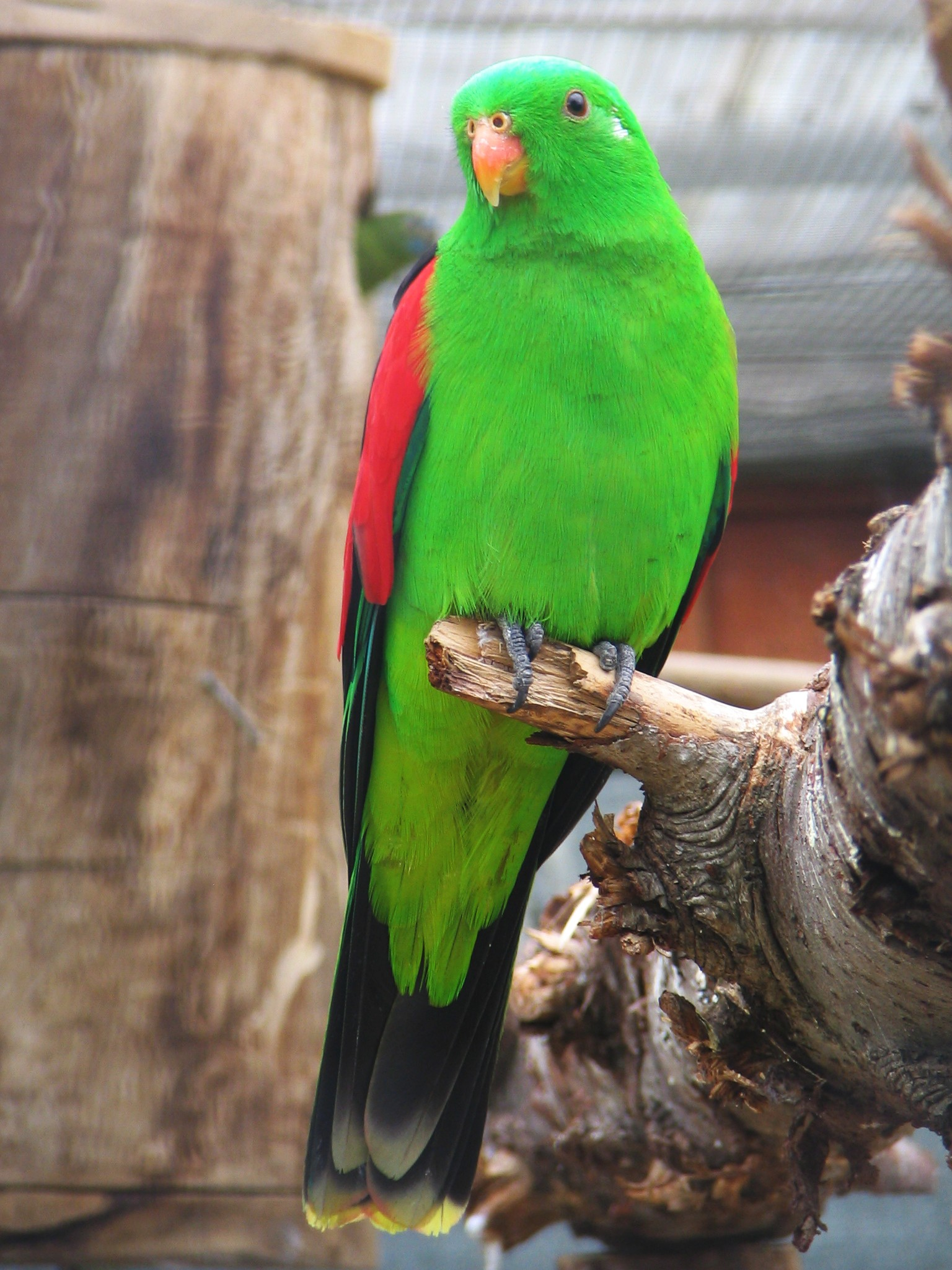
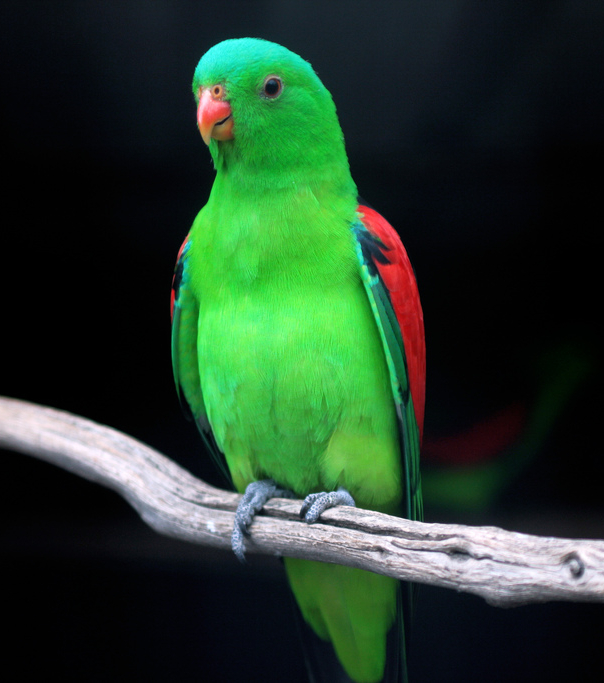
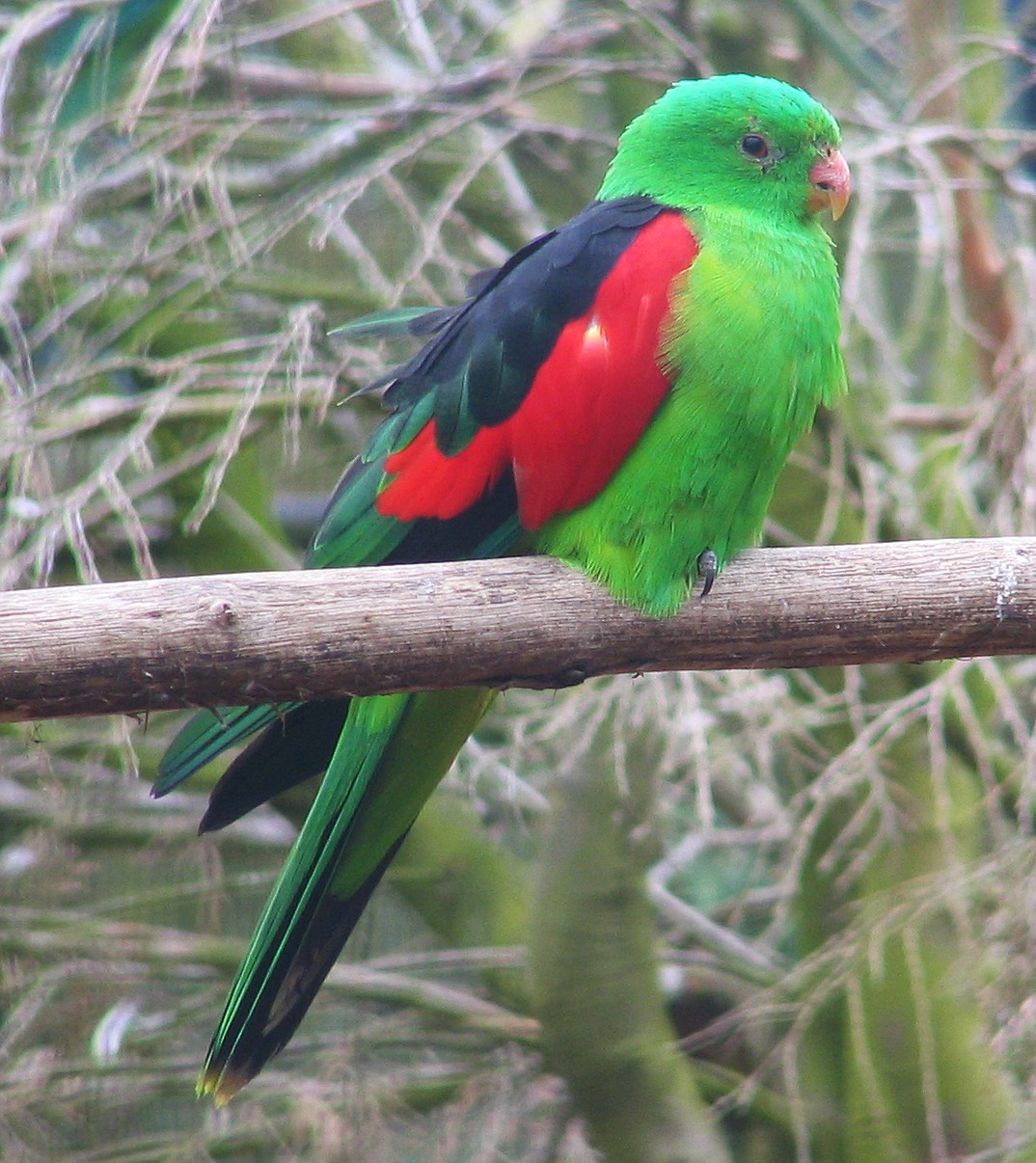
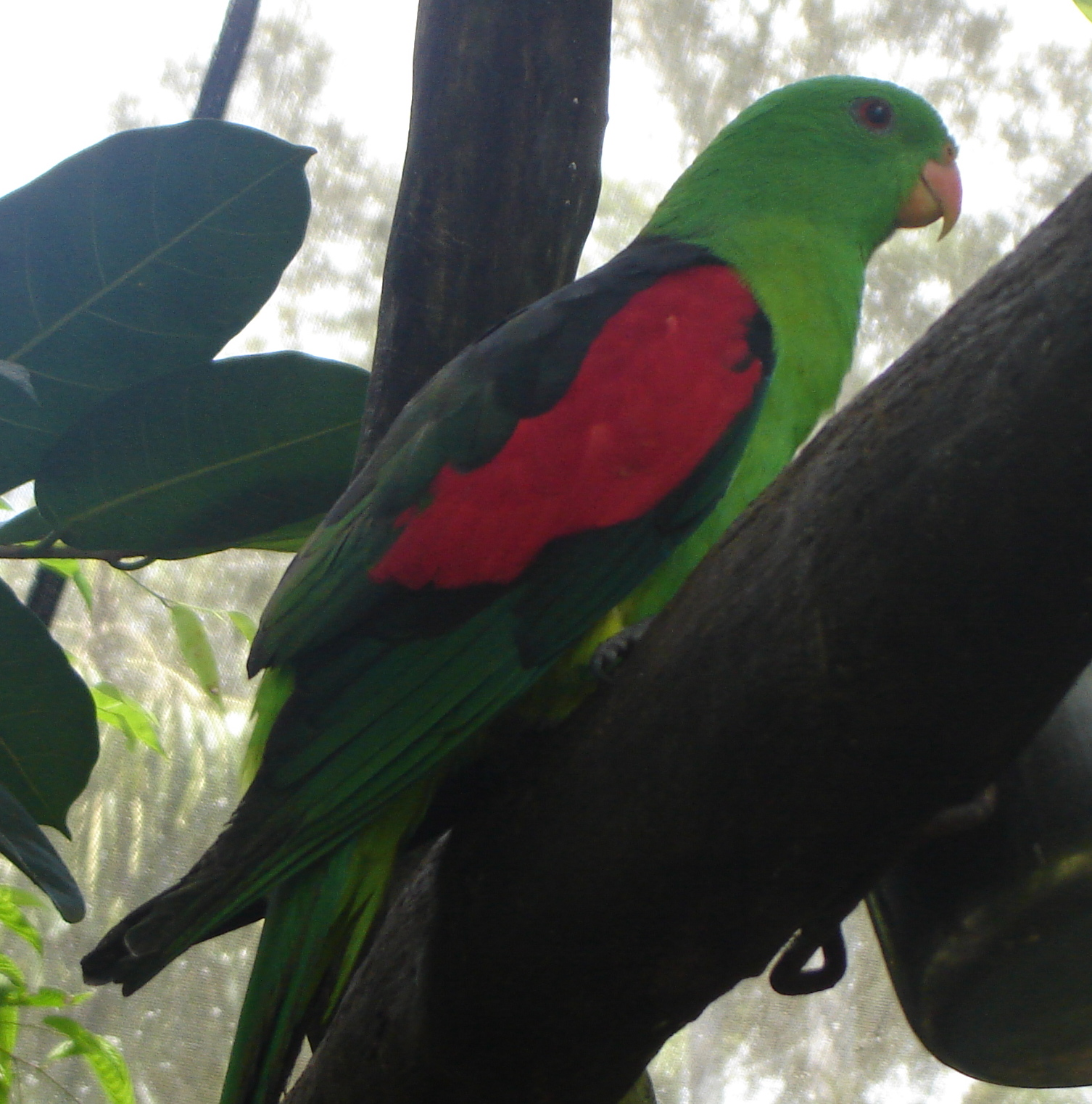